# Hymedesmia macrosigma
Hymedesmia macrosigma är en svampdjursart som beskrevs av William Lundbeck 1910. Hymedesmia macrosigma ingår i släktet Hymedesmia och familjen Hymedesmiidae. Inga underarter finns listade i Catalogue of Life.